# Zabelia tyaihyoni
Zabelia tyaihyoni (cách viết khác: Zabelia tyaihyonii) là một loài thực vật có hoa trong họ Kim ngân. Loài này được Takenoshin Nakai mô tả khoa học đầu tiên năm 1921 dưới danh pháp Abelia tyaihyoni. Năm 1954 Kiyotaka Hisauti và Hara chuyển nó sang chi Zabelia.

## Phân bố
Loài này có tại bán đảo Triều Tiên.